# Anthony Gardner
Ez a szócikk az angol labdarúgóról szól. A brit munkáspárt politikusához lásd az Antony Gardner szócikket. Libéria elnökéhez lásd az Anthony W. Gardiner szócikket.
Anthony Derek Gardner (Stafford, 1980. szeptember 19.) angol labdarúgó, jelenleg a Sheffield Wednesday FC játékosa. Középhátvéd poszton játszik.

## Pályafutása

### Port Vale FC
Gardner pályafutását a Port Vale csapatánál kezdte, ahol 45 mérkőzésen 4 gólt szerzett. A csapatban az 1998-99-es szezonban mutatkozott be.

### Tottenham Hotspur FC
A Tottenham játékosa 2000 januárjában lett, ahol a távozó Sol Campbell helyére szerettek volna játékost találni. Először a tartalékok közt szerepelt, majd 2001 márciusában debütált a felnőtt csapatban a Derby County ellen. A szezon végén térszalagszakadást szenvedett, ami miatt decemberig nem játszhatott. Első gólját 2002 szeptemberében a rivális West Ham United ellen szerezte.
A 2007–08-as szezon elején a kezdőcsapatban találta magát, mivel Michael Dawson és Ledley King is sérült volt. A szezon második mérkőzésén 2007. augusztus 15-én csapata egyetlen gólját szerezte az Everton ellen. 2007. október 25-én a Getafe elleni UEFA-kupa mérkőzésen bokatörést szenvedett a 42. percben.
Gardner a januári átigazolási időszak legutolsó napján, január 31-én írta alá kölcsönszerződését az Evertonnál, de a csapatban egy mérkőzésen sem lépett pályára.
Még a 2008-09-es szezon kezdete előtt kölcsönadta a Tottenham a Hull City-nek 2009 januárig.

### Válogatott
Gardner egy mérkőzésen játszott az angol U21-es válogatottban. A felnőtt válogatottban 2004 márciusában mutatkozott be. Egyetlen meccsét Svédország ellen játszotta.